# Ron Havilio
Ron Havilio, né en 1950 à Jérusalem (Israël), est un réalisateur documentariste, scénariste, directeur de la photographie, producteur, monteur israélien.

## Filmographie

### Au cinéma
- 1996 : Shivrei T'munot Yerushalayim (pas monteur du film)
- 2006 : Potosi, le temps du voyage[1], site havilio.com

## Récompenses et distinctions
- (en) Ron Havilio: Awards, sur l'Internet Movie Database